# 놋 바다

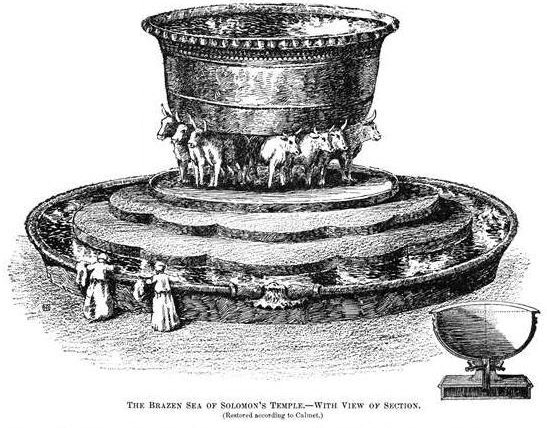
상상도

놋 바다(ים יצק  , yām mūṣāq)는 솔로몬이 제사장들의 정결을 위해 만든 예루살렘 성전 안에 있는 거대한 대야이다. 열왕기상 7:23과 역대하 4:2에 기록되어 있다. 성전의 안뜰 남동쪽 끝에 있었다고 한다. 기록에 따르면 높이는 5 큐빗, 가장자리에서 가장자리까지 지름은 10 큐빗, 둘레는 30 큐빗이었다. 가장자리는 잔의 둘레와 같이 백합 꽃 모양으로 만들었으며, 그 두께는 손의 너비와 같았다. 얼굴을 바깥쪽으로 향한 열두 마리의 황소 의 등에 놓여졌다. 삼천 밧의 물을 담을 수있었다 (역대하 4:5). 물은 원래 기브온 사람들이 공급했지만 그 후에 솔로몬의 우물에서 도관을 통해 가져 왔다. 재료는 솔로몬이 소바 왕의 도시인 하닷에셀을 점령하여 가져온 놋쇠 나 청동으로 만들어졌다(역대상 18:8). 훗날 남유다의 아하스 왕은 열두 청동 황소를 아시리아에 조공으로 바치고, 대신 돌판을 받침대로 사용하였다(왕하 16:17).  바벨론 의해 파괴되었다 (열왕기하 25:13).

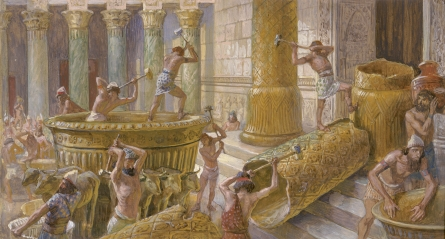
바벨론에 의해서 파괴된 놋 바다, 제임스 티소의 작품, 1896-1902